# Adriana Torrebejano
Adriana Torrebejano Giménez (Castellbisbal, Barcelona, 3 de noviembre de 1991) es una actriz española conocida principalmente por su participación en serie como Ciega a citas, Tierra de lobos, Hospital Central de Telecinco, El secreto de Puente Viejo, Cuerpo de élite o Amar es para siempre de Antena 3; y en películas como La sombra de la ley (2018). 

## Biografía
Nacida el 3 de noviembre de 1991 y crecida en Castellbisbal, provincia de Barcelona, Adriana Torrebejano Giménez, popularmente conocida como Adriana Torrebejano, es una actriz española que, principalmente ha desarrollado su carrera en diversas series de televisión de ámbito nacional. Desde muy pequeña tuvo claro que quería dedicarse a la interpretación y su primer papel en la televisión llegaría de la mano de TVE con la serie Abuela de verano, donde interpretó a Aurora, cuando tan solo tenía doce años. Esta serie tuvo una gran acogida por parte del público y la actriz grabó 13 capítulos.
Un año más tarde, Adriana pasó a formar parte del elenco de la serie de Antena 3 Ellas y el sexo débil, donde interpretó a Sandra. A pesar de que la serie arrancó con buenos datos de audiencia, muy pronto empezó a decaer y cuando tan solo llevaba tres capítulos emitidos la cadena decidió cancelarla. Ese mismo año, la actriz grabó tres capítulos en la serie de Telecinco Hospital Central, donde interpretó a Ana.
En 2007 fichó por la nueva serie de Antena 3 C.L.A. No somos ángeles, donde interpretaría a Carlota. Ese mismo año, Adriana grabó tres capítulos para la serie de TVE Cuéntame cómo pasó, donde interpretó a Rosario y también realizó un cameo en la serie de Telecinco El comisario.
Durante 2008 interpretó a Lucía en la serie Fuera de lugar, donde grabó once capítulos. A su vez, en este año grabó un capítulo para la primera temporada de la serie juvenil de Antena 3 Física o química, donde interpretó a Cristina y también apareció en un capítulo de la segunda temporada de la serie Cuenta atrás, emitida en Cuatro.
Un año después, en 2009, Adriana realizó un cameo en la serie de Telecinco Acusados, y pocos meses después la cadena la fichó para su nueva serie De repente, los Gómez, donde interpretó a Cris Tamayo.
En 2010 llegó el papel que le llevaría a la fama. Adriana fue seleccionada para formar parte de la serie de Telecinco Tierra de lobos, donde interpretaría a Isabel Lobo hasta 2013. Esta serie cosechó un gran éxito en la televisión y la catalana apareció en 41 episodios de los 42 que completaron la serie (no apareció en el último capítulo).
Un año después de ser fichada por Tierra de lobos también formó parte del elenco de la 19.ª temporada de la serie de televisión española Hospital Central, donde interpretó a Irene Valencia. La actriz compaginó las grabaciones de ambas series durante 2011. También en 2011 estrenó hasta tres obras de teatro: Sexo 10.0 (junto a Silvia Alonso y Jorge Suquet), Futuro 10.0, y Los que besan bien (junto a Javier Calvo y Fernando Tielve).
En 2012 grabó para Telecinco la TV movie El Rey, estrenada en 2014, donde interpretó el papel de la Condesa Olghina. Ese mismo año se estrenó en la obra Perversiones sexuales en Chicago, donde fue protagonista junto a Javier Pereira, Cristina Alcázar y Javier Mora.
A finales de 2013 fichó por la serie de televisión diaria emitida en Cuatro Ciega a citas, donde interpretó a Beatriz. Entre 2013 y 2015 protagonizó la obra La vida resuelta, de Marta Sánchez y David S. Olivas. En 2015 fichó por la serie de sobremesa de Antena 3 El secreto de Puente Viejo, donde interpretó a Sol Santacruz durante más de 350 capítulos.
En 2016, la actriz debutó en la gran pantalla con la película La madriguera, de Kurro González y Francisco Conde.
En junio de 2017 se confirma su participación en Cuerpo de élite, serie de Antena 3 basada en la película española Cuerpo de élite. Torrebejano interpretó a la moza de escuadra Berta Capdevila en la primera y única temporada emitida hasta la fecha. En 2018 estrena su segunda película, La sombra de la ley de Dani de la Torre. Se trata de un thriller ambientado en Barcelona en los años 20 en el que interpreta a una joven cabaretera. Durante el último trimestre de 2018 y en 2019, protagoniza junto a Pablo Puyol la obra Muerte en el Nilo, adaptación de la novela homónima de Agatha Christie.
En 2019 se incorpora al reparto recurrente de la serie médica de Televisión Española Hospital Valle Norte, donde dio vida a Cristina. El 31 de mayo de ese mismo año se confirmó como parte del reparto de la octava temporada del serial diario Amar es para siempre de Antena 3 y colabora en Las que faltaban, programa de #0.

## Filmografía

### Cine
| Año  | Título original           | Personaje     | Notas        |
| ---- | ------------------------- | ------------- | ------------ |
| 2016 | La madriguera             | Caterina      |              |
| 2018 | La sombra de la ley       | Lola          |              |
| 2018 | Mañana y siempre          | Madre         | Cortometraje |
| 2022 | En otro lugar             | Sofía         |              |
| 2024 | Políticamente incorrectos | Laura Vázquez |              |
| 2025 | Mikaela                   | Alicia        |              |

### Series
| Año           | Título original            | Personaje                    | Notas                                            |
| ------------- | -------------------------- | ---------------------------- | ------------------------------------------------ |
| 2005          | Abuela de verano           | Aurora                       | Elenco principal; 13 episodios                   |
| 2006          | Ellas y el sexo débil      | Sandra                       | 3 episodios                                      |
| 2006          | Hospital Central           | Ana                          | 3 episodios                                      |
| 2007          | C.L.A. No somos ángeles    | Carlota                      | Rol recurrente; 23 episodios                     |
| 2007          | Cuéntame cómo pasó         | Rosario                      | 3 episodios                                      |
| 2007          | El comisario               | Yolanda Cobos                | Episodio: «La culpa no perdona»                  |
| 2008          | Física o química           | Cristina                     | 2 episodios                                      |
| 2008          | Fuera de lugar             | Lucía Hidalgo                | Elenco principal; 11 episodios                   |
| 2009          | Acusados                   | Amiga de Patricia            | Episodio: «El sexto cadáver»                     |
| 2009          | De repente, los Gómez      | Cristina Tamayo              | Elenco principal; 11 episodios                   |
| 2010-2014     | Tierra de lobos            | Isabel Lobo                  | Elenco principal; 41 episodios                   |
| 2011          | Hospital Central           | Irene Valencia Gómez         | Elenco principal; 15 episodios (temporada 19)    |
| 2013          | Con el culo al aire        | Cris                         | Episodio: «Un apagón y un robo de cobre»         |
| 2014          | Ciega a Citas              | Beatriz                      | Rol recurrente; 59 episodios                     |
| 2014          | El rey                     | Condesa Olghina de Robillant | 2 episodios                                      |
| 2015-2016     | El secreto de Puente Viejo | Soledad «Sol» Santacruz      | Elenco principal; 384 episodios (temporadas 6-7) |
| 2018          | Cuerpo de élite            | Berta Capdevila              | Elenco principal; 13 episodios                   |
| 2018-2019     | Capítulo 0                 | Clienta                      | 2 episodios                                      |
| 2019          | Hospital Valle Norte       | Cristina Pérez de Tudela     | Elenco principal; 10 episodios                   |
| 2019-2020     | Amar es para siempre       | Lourdes Ordóñez Eguía        | Elenco principal; 259 episodios (temporada 8)    |
| 2020          | #Luimelia                  | Asunción                     | Episodio: «Boicot Lurelia»                       |
| 2021          | Historias para no dormir   | Olga                         | Episodio: «Freddy»                               |
| 2021          | Sin novedad                | Naiara                       | Elenco principal (miniserie)                     |
| 2022          | Dos años y un día          | Laura Ruibal                 | Elenco principal (miniserie)                     |
| 2023          | Cristo y Rey               | Chelo García Cortés          | Rol recurrente (miniserie)                       |
| 2023          | Sin huellas                | Lucrecia Pallarés            | Rol recurrente; 6 episodios                      |
| 2024          | Machos alfa                | Paula Villar                 | Rol recurrente; 8 episodios                      |
| 2024-presente | Muertos S.L.               | Manuela                      | Elenco principal; ¿? episodios                   |
| 2024          | ¿A qué estás esperando?    | Sonia Beched                 | Protagonista; 8 episodios                        |
| 2025          | Atasco                     | Patricia García              | Elenco principal; 4 episodios                    |

### Programas
| Año  | Título original    | Cadena      | Rol          |
| ---- | ------------------ | ----------- | ------------ |
| 2019 | Las que faltaban   | #0          | Colaboradora |
| 2021 | Celebrity Bake Off | Prime Video | Concursante  |

### Obras de teatro
| Año       | Título original                  | Personaje             | Notas           |
| --------- | -------------------------------- | --------------------- | --------------- |
| 2011      | Sexo 10.0                        | Sara                  | Papel principal |
| 2011      | Futuro 10.0                      | Sara                  | Papel principal |
| 2011-2012 | Los que besan bien               | María                 | Papel principal |
| 2012-2013 | Perversiones sexuales en Chicago | Deborah               | Papel principal |
| 2013-2015 | La vida resuelta                 | Lluvia                | Papel principal |
| 2014      | María y Ana                      | María                 | Papel principal |
| 2018      | Muerte en el Nilo                | Jacqueline de Severac | Papel principal |
| 2022      | Tres chicas y un problema        | Marina                | Papel principal |

### Vídeos musicales
| Año  | Canción                            | Personaje    |
| ---- | ---------------------------------- | ------------ |
| 2012 | Ultraligero de Pol 3.14            | Protagonista |
| 2017 | La casa no es igual de Melendi     | Protagonista |
| 2018 | Échame de menos de Fredi Leis      | Protagonista |
| 2019 | No volveré de Blas Cantó           | Secundario   |
| 2019 | No tan jóvenes de Carolina Durante | Secundario   |

## Premios otorgados
- Premio FanCineGay 2012 por su papel de Isabel Lobo en Tierra de lobos.[3]
- Premio Andalesgai 2013 junto a Berta Hernández por sus papeles de Isabel Lobo y Cristina en Tierra de lobos.